# Ching Wan Tang
Ching Wan Tang (En chinois 鄧青雲; né le 23 juillet 1947) est un physico-chimiste américain de Hong Kong. Il a été intronisé au Temple de la renommée des inventeurs nationaux en 2018 pour avoir inventé la Diode électroluminescente organique (avec Steven Van Slyke (en)) et reçoit le prix Wolf de chimie en 2011. Tang est professeur à l'IAS Bank of East Asia à l'Université des sciences et technologies de Hong Kong et a précédemment occupé le poste de professeur Doris Johns Cherry à l'Université de Rochester,.

## Biographie
Ching Wan Tang est né à Yuen Long, Hong Kong en 1947. Il fréquente l'école secondaire publique Yuen Long à Hong Kong et fait ensuite ses études secondaires au King's College. Il obtient un BS en chimie de l'Université de la Colombie-Britannique, au Canada, et obtient ensuite son doctorat en chimie physique de l'Université Cornell aux États-Unis en 1975. Il rejoint Eastman Kodak en 1975 en tant que chercheur scientifique, est promu chercheur scientifique principal en 1981, associé de recherche en 1990 et associé de recherche principal en 1998. En 2003, il est nommé Distinguished Fellow des laboratoires de recherche Kodak, Eastman Kodak Company. En 2006, il rejoint l'Université de Rochester en tant que professeur Doris Johns Cherry.
Tang est l'inventeur de plusieurs dispositifs électroniques révolutionnaires, dont la Diode électroluminescente organique (diode électroluminescente organique) et la cellule photovoltaïque organique à hétérojonction (OPV). Les OLED efficaces de petites molécules sont d'abord développées par Tang au département de recherche d'Eastman Kodak Company dans les années 1970. Tang est largement reconnu comme l'un des leaders de l'industrie de l'électronique organique et du photovoltaïque. Tang est élu membre de l'Académie nationale d'ingénierie des États-Unis en 2006 pour "l'invention du dispositif électroluminescent organique et de la cellule solaire bicouche organique, les bases de l'électronique organique moderne".
En plus de ses recherches pionnières sur l'OLED et l'OPV, Tang fait un certain nombre d'innovations critiques aboutissant à la commercialisation d'une nouvelle technologie d'affichage à écran plat. Ces innovations comprennent "le développement de matériaux de transport et luminescents robustes, d'architectures de dispositifs améliorées, de nouvelles méthodes de pixellisation des couleurs et de processus de fabrication pour la fabrication d'écrans OLED à matrice passive ; et l'adaptation de la technologie de fond de panier à matrice active pour les écrans OLED haute définition".
Le 15 février 2011, Tang reçoit le prix Wolf de chimie, avec Stuart A. Rice et Krzysztof Matyjaszewski.
Le 5 décembre 2015, Tang est élu membre fondateur de l'Académie des sciences de Hong Kong.

## Publications notables
- Tang, « Two‐layer organic photovoltaic cell », Applied Physics Letters, AIP Publishing, vol. 48, no 2,‎ 13 janvier 1986, p. 183–185 (ISSN 0003-6951, DOI 10.1063/1.96937, Bibcode 1986ApPhL..48..183T)
- Tang et VanSlyke, « Organic electroluminescent diodes », Applied Physics Letters, AIP Publishing, vol. 51, no 12,‎ 21 septembre 1987, p. 913–915 (ISSN 0003-6951, DOI 10.1063/1.98799, Bibcode 1987ApPhL..51..913T)
- Tang, VanSlyke et Chen, « Electroluminescence of doped organic thin films », Journal of Applied Physics, AIP Publishing, vol. 65, no 9,‎ 1989, p. 3610–3616 (ISSN 0021-8979, DOI 10.1063/1.343409, Bibcode 1989JAP....65.3610T)
- Van Slyke, Chen et Tang, « Organic electroluminescent devices with improved stability », Applied Physics Letters, AIP Publishing, vol. 69, no 15,‎ 7 octobre 1996, p. 2160–2162 (ISSN 0003-6951, DOI 10.1063/1.117151, Bibcode 1996ApPhL..69.2160V)